# Cleistocactus hoffmannii
Cleistocactus hoffmannii là một loài thực vật có hoa trong họ Cactaceae. Loài này được G.J.Charles mô tả khoa học đầu tiên năm 2005.